# Tyrone Spong
Tyrone Clinton Spong (ur. 3 września 1985 w Paramaribo) – holendersko–surinamski zawodowy bokser, kick-boxer oraz zawodnik muay thai, mistrz organizacji It’s Showtime z 2008 oraz zwycięzca turnieju Glory w wadze półciężkiej (do 95 kg) z 2013.
Urodził się w Surinamie. Do Holandii przeprowadził się z rodziną mając 5 lat.

## Kariera sportowa
Zawodową karierę rozpoczął w 2002 roku. Mimo porażki w debiucie, zdobył uznanie wygrywając 9 kolejnych walk z rzędu. W 2004 roku, podczas Battle of Zaandam, pokonał Rafiego Zouheira, zdobywając swój pierwszy tytuł – mistrza Europy w muay thai federacji WKN. Tego samego roku walczył w Japonii, gdzie zadebiutował w shoot boxingu. Przegrał wówczas z Ryuji Goto. Kolejną walkę stoczył w kwietniu 2005 roku. Jego rywalem był pochodzący z Belgii Mohammed Ouali. Holender, wygrywając walkę, zdobył kolejny europejski tytuł mistrzowski (WPKL).
W grudniu 2005 roku podczas A-1 Combat Cup w Turcji, po znokautowaniu trzech przeciwników jednej nocy, Tyrone Spong wygrał swój pierwszy turniej.
W 2006 roku odniósł dwa zwycięstwa przez nokaut nad renomowanymi zawodnikami: Joerie Mesem oraz Kaoklai Kaennorsingiem. Długa passa zwycięstw Sponga zakończyła się w marcu 2007 roku, gdy pokonał go Amir Zeyada.

### K-1
W kwietniu 2008 roku zadebiutował w prestiżowej japońskiej organizacji K-1. Podczas gali K-1 World GP w Amsterdamie znokautował Azema Maksutaja. W listopadzie wywalczył mistrzostwo konkurencyjnej organizacji It’s Showtime w kategorii do 95 kg, pokonując przez jednogłośną decyzję Zabita Samiedowa. Tytuł dzierżył przez ponad 2 lata, nie stoczył jednak w tym czasie żadnej jego obrony i w styczniu 2011 roku został zmuszony do rezygnacji z pasa.
W marcu 2009 roku wziął udział w turnieju o mistrzostwo K-1 w wadze ciężkiej (do 100 kg). Przegrał w półfinale z Gökhanem Sakim przez nokaut w dodatkowej rundzie.
W październiku 2010 roku podczas Final 16 pokonał przez jednogłośną decyzję Raya Sefo, po raz pierwszy w karierze awansując do Finału K-1 WGP. W ćwierćfinale zmierzył się z jednym z faworytów do zwycięstwa w turnieju, Alistairem Overeemem. Pomimo wygrania pierwszej rundy, dwie kolejne przegrał, ostatecznie ulegając rywalowi przez jednogłośną decyzję.

### MMA
3 listopada 2012 roku na organizowanej przez Raya Sefo gali World Series of Fighting zadebiutował w MMA. Przeciwnikiem jego był Travis Bartlett który w momencie walki miał bilans siedmiu zwycięstw i dwóch porażek. Spoong wygrał z Amerykaninem przez nokaut w 3 minucie i 15 sekundzie 1. rundy.

### Boks
W 2015 roku zrezygnował z występów kick-boxingu na rzecz startów w zawodowym boksie. Do 24 lutego 2018 uzyskał bilans 11 zwycięstw bez porażki, wygrywając wszystkie pojedynki przed czasem oraz zdobywając tytuły WBC i WBA Latino w wadze ciężkiej.

## Osiągnięcia
Kick-boxing:
- 2004: mistrz Europy WKN w kat. 72,5 kg
- 2005: mistrz Europy WPKL w kat. 72,5 kg
- 2005: A-1 Combat Cup – 1. miejsce
- 2007: mistrz SLAMM Events w kat. 79 kg
- 2008: mistrz WFCA w wadze junior ciężkiej
- 2008: mistrz KO World Series w wadze junior ciężkiej
- 2008–2011: mistrz It’s Showtime w kat. 95MAX
- 2013: Glory 95 kg Slam Tournament – 1. miejsce w wadze półciężkiej
- 2014: Glory Light Heavyweight World Championship Tournament – finalista turnieju

Boks:
- 2017: mistrz WBC Latino w wadze ciężkiej
- 2018: mistrz WBO Latino w wadze ciężkiej